# Księstwo Brunszwiku i Lüneburga

Flaga księstwa

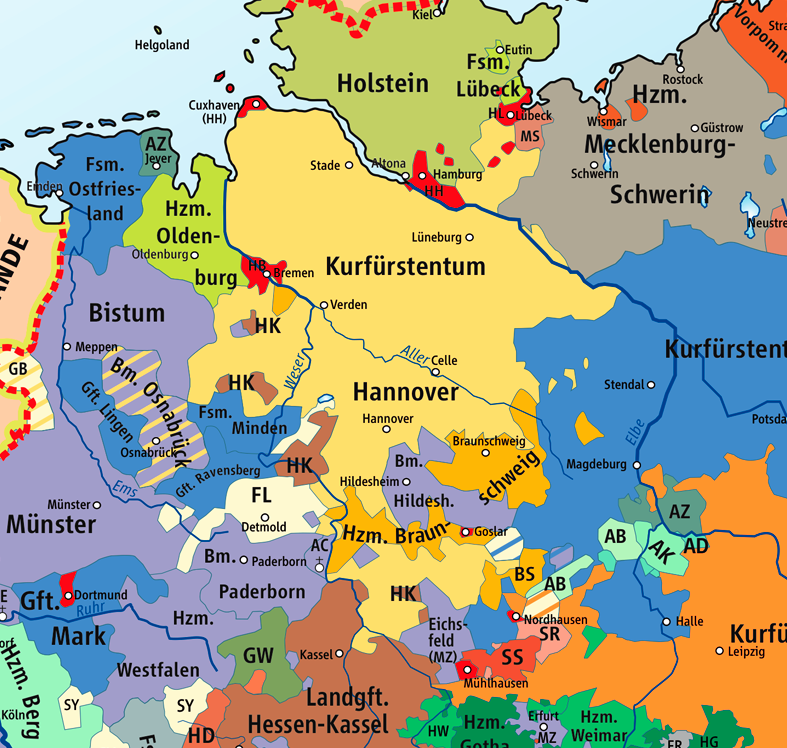
Księstwo Hanoweru (kolor żółty) na mapie politycznej północnych Niemiec, 1789 r.

Hanower (niem. Hannover, formalnie Księstwo Brunszwiku i Lüneburga, Kurfürstentum Braunschweig-Lüneburg; potocznie Księstwo Hanoweru lub Księstwo Hanowerskie, Kurfürstentum Hannover) – państwo wchodzące w skład Świętego Cesarstwa Rzymskiego. W zależności od okresu Hanower był księstwem, elektoratem, samodzielnym królestwem lub pruską prowincją. Nazwa państwa pochodzi od jego stolicy, Hanoweru, który był głównym miastem tego regionu od 1636 roku. Obecnie nazwa ta dotyczy już tylko miasta. Większość historycznych ziem dawnego Hanoweru stanowi większość terytorium dzisiejszego landu niemieckiego znanego jako Dolna Saksonia.
Hanower utworzony został z połączenia kilku części księstwa Brunszwik-Lüneburg, powstałych po podziałach dynastycznych, z wyjątkiem Brunszwiku-Wolfenbüttel. Od roku 1714 do 1837 Hanower połączony był unią personalną z Wielką Brytanią. Unia między obu państwami zakończyła się w momencie, gdy na tron brytyjski wstąpiła królowa Wiktoria. Powodem zerwania była norma prawa salickiego, według której kobiety nie mogły sprawować władzy w Hanowerze. Do 1803 roku, kiedy Hanower okupowany był przez francuskie i pruskie wojska, był państwem wchodzącym w skład Świętego Cesarstwa Rzymskiego. Po likwidacji Cesarstwa w latach 1807–1813 część państwa wraz ze stolicą włączoną była do Królestwa Westfalii, a pozostała część do Francji. Po odzyskaniu samodzielności Hanower w 1814 roku podniesiony został do rangi królestwa, które istniało do 1866 roku.

## Księstwo Brunszwiku i Lüneburga
Tytuł księcia Brunszwiku i Lüneburga (niem. Herzog zu Braunschweig und Lüneburg) istniał od 1235 roku i noszony był przez różnych członków rodziny Welfów, którzy panowali nad kilkoma niewielkimi obszarami w północno-zachodnich Niemczech.
Posiadłości rządzone przez Welfów nie posiadały typowych cech, jakie charakteryzują państwo. Były to obszary pozbawione większego zwartego terytorium, a więc w znacznym stopniu rozproszone na drobne, oddzielone innymi ziemiami kawałki. Gdy kilku synów panującego walczyło o władzę, kończyło się to na ogół tym, że niewielki obszar dzielony był między walczące ze sobą strony na jeszcze mniejsze kawałki. Gdy któraś z gałęzi rodu traciła władzę bądź wygasła, należąca do niej część ziem dzielona była między żyjących członków rodu. Nierzadko dochodziło do wypadków, w których książęta wymieniali się częściami swych terytoriów.
Rządzone przez Welfów obszary posiadały nazwy pochodzące od głównych miast, w których książęta posiadali swoje rezydencje, jak np. Calenberg, Celle, Getynga, Grubenhagen, Lüneburg, Wolfenbüttel. Czynnikiem, który spajał te terytoria był fakt, że wszystkie były pod rządami potomków męskiej linii księcia Brunszwiku-Lüneburga Ottona I, bratanka cesarza Ottona IV.
Linia rodu Welfów, która miała rządzić w przyszłości Hanowerem, pochodziła od Bernarda, jednego z trzech synów księcia Magnusa II, który rządził połączonym księstwem Brunszwiku od roku 1388 i który podzielił jego terytorium w roku 1428 i 1432. Bernard otrzymał obszar obejmujący księstwa Lüneburg i Celle.
W 1569 roku Lüneburg podzielony został między synów Ernesta I, który był praprawnukiem Bernarda. Pierwszy z nich, Henryk III, zapoczątkował linię książąt Dannenbergu, natomiast drugi, Wilhelm VI – linię książąt Lüneburg-Celle.
Gdy w 1634 roku zmarł wywodzący się z linii władców Lüneburga Fryderyk Ulryk, który rządził księstwami Wolfenbüttel i Calenberg, doszło do walki o jego posiadłości. Ostatecznie w 1635 roku obszary te zostały podzielone między dwie gałęzie książąt Lüneburga – linię książąt Dannenbergu i linię książąt Celle. Syn Henryka III August został księciem Brunszwiku-Wolfenbüttel, a jego potomkowie władali księstwem Brunszwiku.
Po śmierci Wilhelma czterech jego synów rządziło kolejno od 1592 do 1648 roku. Piąty syn, Jerzy, otrzymał w 1635 roku terytoria Calenbergu i Getyngi. W 1636 roku przeniósł siedzibę książąt Calenbergu z Pattensen do Hanoweru, który leżał wówczas na terytorium Calenbergu. W ten sposób powstał zalążek przyszłego państwa, które oficjalne miano Hanoweru otrzymało dopiero w 1814 roku, choć ze względu na swoją siedzibę władcy tego państwa już wcześniej znani byli jako elektorzy Hanoweru.
W 1648 roku książę Calenbergu odziedziczył po swym wuju Fryderyku, ostatnim żyjącym z piątki synów Wilhelma, księstwo Celle. Od 1648 do 1705 Celle (którego obszar był większy od księstwa Calenbergu) rządzony był przez dotychczasowego księcia Calenbergu Chrystiana Ludwika, podczas gdy władzę nad mniejszym z księstw, czyli Calenbergiem, objął jego młodszy brat Jerzy Wilhelm.
W 1692 roku cesarz Leopold I obiecał wynieść księcia Calenbergu Ernesta Augusta do rangi księcia-elektora. Ten awans nie mógł dojść do skutku, zanim nie został zatwierdzony przez Sejm Rzeszy. Stało się to dopiero w 1708 roku, 10 lat po śmierci Ernesta Augusta.
W międzyczasie jego syn Jerzy Ludwik w 1705 odziedziczył Celle po swym wuju i w ten sposób podwoił rozmiar Hanoweru.
| Portret | Władca           | Lata      | Uwagi |
| ------- | ---------------- | --------- | --- |
|         | Wilhelm          | 1559–1592 | do roku 1569 panował wspólnie ze swym bratem Henrykiem, później sam władał księstwem Lüneburg-Celle. |
|         | Ernest II        | 1592–1611 | najstarszy syn Wilhelma, panował w Celle |
|         | Krystian         | 1611–1633 | drugi syn Wilhelma, panował w Celle |
|         | August           | 1633–1636 | trzeci syn Wilhelma, panował w Celle |
|         | Fryderyk         | 1636–1648 | czwarty syn Wilhelma, panował w Celle |
|         | Jerzy            | 1635–1641 | piąty syn Wilhelma – panował w Calenbergu i Getyndze, przeniósł swą książęcą siedzibę do Hanoweru w 1636 roku |
|         | Chrystian Ludwik | 1641–1665 | syn Jerzego – panował w Calenbergu do 1648, kiedy odziedziczył po swym wuju Fryderyku księstwo Celle, nad którym objął rządy (Calenberg przejął jego brat Jerzy Wilhelm)                                                                                            |
|         | Jerzy Wilhelm    | 1648–1705 | brat Krystiana Ludwika, władca Calenbergu, a od 1665 Celle (wtedy Calenberg przeszedł na kolejnego brata – Jana Fryderyka) – w roku 1689 włączył do swych posiadłości księstwo Saksonii-Lauenburga                                                                  |
|         | Jan Fryderyk     | 1665–1679 | brat Jerzego Wilhelma – panował tylko w Calenbergu |
|         | Ernest August    | 1679–1698 | brat Jana Fryderyka – panował w Calenbergu, a w 1692 wyniesiony został przez cesarza do rangi księcia-elektora |
|         | Jerzy Ludwik     | 1698–1708 | syn Ernesta Augusta, w 1705 odziedziczył terytorium Lüneburga i księstwa Saksonii-Lauenburga po swym wuju Jerzym Wilhelmie, w 1708 parlament Rzeszy zatwierdził decyzję cesarską uznającą go za księcia-elektora, co oficjalnie dało początek Elektoratowi Hanoweru |

## Elektorat Hanoweru 1708–1814
W 1692 roku cesarz Leopold I wyniósł księcia Ernesta Augusta do rangi elektora Rzeszy w nagrodę za jego wkład w wojnę palatynacką. Ze względu na liczne protesty nominacja ta długo nie była oficjalna i dopiero w 1708 roku syn Ernesta Augusta Jerzy Ludwik uznany został przez parlament za księcia-elektora. Od tego momentu Jerzy Ludwik i jego następcy, choć byli książętami Brunszwiku-Lüneburga i elektorami Rzeszy, zwani byli ze względu na miejsce swej rezydencji elektorami Hanoweru.
Elektorat został prawnie zabezpieczony przed podziałem, dlatego odtąd jego terytorium nie mogło być już dzielone między spadkobierców a także żadna część elektoratu nie mogła być odłączana (choć dodawać ziemie do obszaru elektoratu wolno było). Tytuł księcia-elektora dziedziczyć mogli jedynie potomkowie płci męskiej. Terytorium elektoratu Hanoweru obejmowało takie księstwa Brunszwiku-Lüneburga jak Calenberg, Grubenhagen oraz Celle (i to pomimo faktu, że Celle rządzone było przez starszego brata Ernesta Augusta), a ponadto hrabstwa Diepholz i Hoya.
W 1714 roku elektor hanowerski Jerzy Ludwik został władcą Wielkiej Brytanii, co było początkiem unii personalnej obu państw. Od tego momentu znacznie wzrosły wpływy Hanoweru w Niemczech. Bardzo zdolnym ministrem Jerzego Ludwika był Andreas Gottlieb Bernstorff (1640–1726), który podobnie jak kompozytor Georg Friedrich Haendel (1685–1750) pojechał z królem do Londynu. Za nieobecności Elektora ważną rolę pełnili główni ministrowie tacy jak: Jobst Hermann von Ilten (1649–1730), a po nim Gerlach Adolph von Münchhausen.
Andreas Gottlieb Bernstorff pomagał królowi-elektorowi spleść hanowerską i brytyjską politykę w jedną całość. Jednak takie działania jak używanie floty brytyjskiej do realizacji celów hanowerskiej polityki; jak manewry odstraszające wobec Rosjan na Bałtyku w latach 1719, 1720 i 1721, budziły zdecydowany sprzeciw Brytyjskich parlamentarzystów.
W 1719 roku elektor Hanoweru objął władzę nad należącymi poprzednio do Szwecji Bremą i Verden. W 1803 roku, w okresie powszechnej sekularyzacji dóbr kościelnych do elektoratu włączone zostało biskupstwo.
W roku 1734 elektor i jego minister Gerlach Adolph von Münchhausen założyli uniwersytet w Getyndze (tak zwana: Georgiana). Szybko przybyli do niej cenieni naukowcy tacy jak Samuel Christian Hollmann.
Jerzy II Hanowerski, przez swą procesarską politykę, naraził elektorat na niebezpieczeństwo ze strony Francuzów. W czasie wojny siedmioletniej (1756–1763) elektorat spustoszony został przez wojska francuskie, które w roku 1757 zajęły i splądrowały miasto Hanower i cały elektorat, mimo że państwo to oficjalnie było neutralne.
W 1803 roku elektorat Hanoweru dostał się pod francuską okupację. W latach 1807–1813 Hanower stanowił część Królestwa Westfalii. Ponieważ rząd brytyjski Jerzego III nie uznał francuskich decyzji, ministrowie Hanoweru kontynuowali swą działalność w Londynie. Rząd Hanoweru utrzymywał swoją własną służbę dyplomatyczną, która utrzymywała związki nawet z Austrią i Prusami, które będąc sojusznikami Francji podczas inwazji na Rosję w 1812 roku teoretycznie były w stanie wojny z Wielką Brytanią. Choć armia hanowerska została rozwiązana, wielu jej oficerów przedostało się do Anglii, gdzie utworzyli Niemiecki Legion Królewski (King’s German Legion, w skrócie KGL) – jedyną niemiecką jednostkę która nieprzerwanie walczyła z napoleońską Francją. Legion ten miał swój poważny udział podczas bitwy pod Waterloo w 1815 roku.
Pomimo że Święte Cesarstwo Rzymskie przestało istnieć w 1806 roku, Jerzy III aż do 1814 roku tytułował się elektorem Hanoweru.
| Portret | Elektor   | Lata      | Uwagi |
| ------- | --------- | --------- | --- |
|         | Jerzy I   | 1708–1727 | Jerzy Ludwik, syn Ernesta Augusta. W 1714 roku został królem Wielkiej Brytanii. W 1719 roku przyłączył do Hanoweru Bremę i Verdun.                                             |
|         | Jerzy II  | 1727–1760 | Syn poprzednika. |
|         | Jerzy III | 1760–1814 | Wnuk poprzednika. W 1801 roku został królem Zjednoczonego Królestwa (United Kingdom – po unii z Irlandią). W 1814 roku porzucił tytuł elektora i przyjął tytuł Króla Hanoweru. |

## Królestwo Hanoweru 1814–1866
W 1813 roku Jerzy III odzyskał terytoria swojego elektoratu hanowerskiego, który w październiku 1814 roku na kongresie wiedeńskim wyniesiony został do rangi królestwa. Kongres Wiedeński dokonał ponadto licznych zmian terytorialnych obejmujących Hanower i Prusy. Zmiany te znacznie powiększyły obszar nowego królestwa – Hanower zyskał biskupstwo Hildesheim, wschodnią Fryzję, Hrabstwo Lingen oraz północną część biskupstwa Münster, stracił natomiast część księstwa Lauenburg znajdującą się na prawym brzegu Łaby oraz kilka małych, niezwiązanych z resztą terytorium Hanoweru, eksklaw na wschodzie.
Unia personalna między Hanowerem a Wielką Brytanią skończyła się w 1837 roku w momencie wstąpienia na tron brytyjski królowej Wiktorii. Z powodu obowiązującego w Hanowerze prawa (prawo salickie) kobiety nie mogły dziedziczyć tronu gdy żył co najmniej jeden męski spadkobierca (w Wielkiej Brytanii mężczyźni wstępują na tron jedynie przed swoimi siostrami, natomiast Wiktoria jako jedyna córka czwartego syna Jerzego III stała w kolejności przed Ernestem Augustem, który był piątym synem). W 1866 roku, po wojnie prusko-austriackiej, Hanower przestał istnieć jako państwo i został wcielony do Prus jako Prowincja Hanoweru (Provinz Hannover).
| Portret | Król          | Lata      | Uwagi |
| ------- | ------------- | --------- | --- |
|         | Jerzy III     | 1814–1820 | ze względu na umysłową niezdolność Jerzego III do rządzenia, władzę nad państwem sprawował regent                                                                   |
|         | Jerzy IV      | 1820–1830 | Syn poprzednika. W latach 1811–1820 był regentem. |
|         | Wilhelm       | 1830–1837 | Brat poprzednika. Ostatni władca zarówno Hanoweru, jak i Wielkiej Brytanii.                                                                                         |
|         | Ernest August | 1837–1851 | Brat poprzednika. Wraz z jego wstąpieniem na tron hanowerski zakończyła się unia personalna Hanoweru i Wielkiej Brytanii, nad którą władzę objęła królowa Wiktoria. |
|         | Jerzy V       | 1851–1866 | Syn poprzednika. Po wojnie prusko-austriackiej stracił swoje państwo na rzecz Prus.                                                                                 |

## Symbole państwowe
Po zakończeniu unii personalnej z Wielką Brytanią w 1837 roku Hanower zachował brytyjskie godła i sztandary, zamieniając w nich koronę brytyjską na hanowerską.
 